# Katsuyuki Konishi
Katsuyuki Konishi (jap. 小西 克幸 Konishi Katsuyuki; ur. 21 kwietnia 1973 w Wakayamie) – japoński seiyū związany z agencją Ken Production.

## Role głosowe
- 1997: Yūsha Ō Gaogaigar – VolFogg
- 1997: Pokémon –
  - Dick,
  - Masa (Chopper),
  - Raizō (Sparky),
  - Akito (Evans),
  - Robert,
  - Kentauros (Tauros),
  - Kabigon (Snorlax),
  - Boober (Magmar),
  - Nidoqueen,
  - Nidoking,
  - Sihorn (Rhyhorn),
  - Sidon (Rhydon),
  - Kairyu (Dragonite),
  - Hassam (Scizor),
  - Różne głosy
- 1997: Detektyw Conan –
  - Minoru Ogata,
  - Akira Hojima,
  - Ryuji Mizuhara,
  - Kitada,
  - Morimura,
  - Sonsaku Tsujiei
- 1998: Cardcaptor Sakura –
  - Spinel Sun,
  - Yoshiyuki Terada (sezon 3)
- 2001: Król szamanów –
  - Amidamaru,
  - Luchist Lasso,
  - Blamuro
- 2001: Hikaru no go – Hiroyuki Ashiwara
- 2001: Tennis no ōjisama – Takahisa Kajimoto
- 2001: Hellsing – Mason Fox
- 2002: Full Metal Panic! – Satoru Shirai
- 2002: MegaMan NT Warrior –
  - Kenichi „Hinoken” Hino,
  - MagicMan,
  - BrightMan
- 2002: Tokyo Mew Mew –
  - Michelle (odcinek 29),
  - Shintaro Momomiya
- 2002: Digimon Frontier –
  - Ojciec Kojiego,
  - Piddomon
- 2002: Samurai Deeper Kyō –
  - Kyoshiro Mibu,
  - Demon Eyes Kyo
- 2002: Mistrzowie kaijudo – rycerz
- 2003: Dear Boys – Kenji Dobashi
- 2003: Avenger – Garcia
- 2003: Bobobo-bo Bo-bobo –
  - Kanemaru,
  - Tarashi (odcinek 2)
- 2004: Transformerzy: Wojna o Energon – Grand Convoy (Optimus Prime)
- 2004: Daphne – Giro
- 2004: Kyō kara maō! – Shori Shibuya
- 2004: Samurai Champloo – Daikichi
- 2004: Bleach –
  - Keigo Asano,
  - Shuhei Hisagi
- 2005: Loveless – Agatsuma Sobi
- 2005: Ognistooka Shana – Merihim/Shiro
- 2005: Blood+ – Haji
- 2005: Wampirzyca Karin – Kenta Usui
- 2006: Tokimeki Memorial Only Love – Ryoichi Kamino
- 2006: D.Gray-man – Komui Lee
- 2018: Golden Kamuy – Otonoshin Koito
- 2020: Arte – Leo